# Новоолександрівська сільська рада (Нижньосірогозький район)
Новоолекса́ндрівська сільська́ ра́да — адміністративно-територіальна одиниця та орган місцевого самоврядування в Нижньосірогозькому районі Херсонської області. Адміністративний центр — село Новоолександрівка.

## Загальні відомості
- Територія ради: 95,471 км²
- Населення ради: 1 370 осіб (станом на 2001 рік)

## Населені пункти
Сільській раді підпорядковані населені пункти:
- с. Новоолександрівка

## Склад ради
Рада складається з 16 депутатів та голови.
- Голова ради: Білий Євген Олександрович
- Секретар ради: Болсун Тетяна Вікторівна

### Керівний склад попередніх скликань
| Прізвище, ім'я, по батькові | Основні відомості                                                 | Дата обрання | Дата звільнення |
| --------------------------- | ----------------------------------------------------------------- | ------------ | --------------- |
| Білий Євген Олександрович   | Сільський голова, 1971 року народження, освіта вища, безпартійний | 26.03.2006   | 31.10.2010      |
| Білий Євген Олександрович   | Сільський голова, 1971 року народження, освіта вища, безпартійний | 31.10.2010   |                 |

Примітка: таблиця складена за даними сайту Верховної Ради України

### Депутати
За результатами місцевих виборів 2010 року депутатами ради стали:

#### За суб'єктами висування
| Суб'єкт висування                                       | Кількість обраних депутатів | %    |
| ------------------------------------------------------- | --------------------------- | ---- |
| Партія регіонів                                         | 10                          | 62,5 |
| Політична партія Всеукраїнське об'єднання «Батьківщина» | 2                           | 12,5 |
| Самовисування                                           | 2                           | 12,5 |
| Політична партія «Наша Україна»                         | 1                           | 6,3  |
| Політична партія «Сильна Україна»                       | 1                           | 6,3  |

#### За округами
| № округу                                                | Прізвище, ім'я, по батькові     | Дата визнання обраним | Освіта  | Партійна приналежність                        | Відомості про обраного депутата                                            |
| ------------------------------------------------------- | ------------------------------- | --------------------- | ------- | --------------------------------------------- | -------------------------------------------------------------------------- |
| Партія регіонів                                         |                                 |                       |         |                                               |                                                                            |
| 1                                                       | Євчук Наталія Іванівна          | 04.11.2010            | вища    | позапартійна                                  | ТОВ «Дружба-5», оператор заправної станції                                 |
| 2                                                       | Ковальчук Віктор Анатолійович   | 04.11.2010            | середня | позапартійний                                 | тимчасово не працює                                                        |
| 3                                                       | Сидоренко Ольга Петрівна        | 04.11.2010            | вища    | член Партії регіонів                          | Новоолександрівський дитячий дошкільний навчальний заклад, завідувачка     |
| 4                                                       | Великий Віктор Миколайович      | 04.11.2010            | середня | позапартійний                                 | ТОВ «Дружба-5», завідувач току                                             |
| 8                                                       | Шишова Людмила Михайлівна       | 04.11.2010            | вища    | член Партії регіонів                          | Нижньосірогозька районна державна адміністрація, завідувач секторуконтролю |
| 9                                                       | Діденко Людмила Вікторівна      | 04.11.2010            | середня | позапартійна                                  | Нижньосірогозький територіальний центр, соціальний працівник               |
| 11                                                      | Болсун Тетяна Вікторівна        | 04.11.2010            | вища    | позапартійна                                  | Новоолександрівська сільська рада, секретар                                |
| 12                                                      | Чуріпа Оксана Григорівна        | 04.11.2010            | середня | позапартійна                                  | ТОВ «Дружба-5», бухгалтер                                                  |
| 14                                                      | Діденко Тетяна Миколаївна       | 09.12.2013            | вища    | позапартійна                                  | Новоолександрівська ЗОШ I–III ст., вчитель іноземної мови                  |
| 15                                                      | Бахарєв Володимир Станіславович | 04.11.2010            | вища    | позапартійний                                 | ТОВ «Дружба-5», діловод                                                    |
| Політична партія Всеукраїнське об'єднання «Батьківщина» |                                 |                       |         |                                               |                                                                            |
| 6                                                       | Яковенко Андрій Сергійович      | 04.11.2010            | вища    | член Всеукраїнського об'єднання «Батьківщина» | Новоолександрівська сільська рада, спеціаліст із земельних питань          |
| 13                                                      | Каменькова Олена Олександрівна  | 04.11.2010            | вища    | член Всеукраїнського об'єднання «Батьківщина» | Сільське комунальне підприємство «Надія», бухгалтер                        |
| Політична партія «Наша Україна»                         |                                 |                       |         |                                               |                                                                            |
| 10                                                      | Нікітіна Олена Богданівна       | 04.11.2010            | середня | позапартійна                                  | тимчасово не працює                                                        |
| Політична партія «Сильна Україна»                       |                                 |                       |         |                                               |                                                                            |
| 16                                                      | Ракша Анатолій Григорович       | 04.11.2010            | середня | позапартійний                                 | підприємець                                                                |
| Самовисування                                           |                                 |                       |         |                                               |                                                                            |
| 5                                                       | Каміньков Дмитро Сергійович     | 04.11.2010            | вища    | позапартійний                                 | тимчасово не працює                                                        |
| 7                                                       | Короткий Микола Іванович        | 04.11.2010            | середня | позапартійний                                 | тимчасово не працює                                                        |

## Населення
Згідно з переписом УРСР 1989 року чисельність наявного населення села становила 1554 особи, з яких 730 чоловіків та 824 жінки.
За переписом населення України 2001 року в селі мешкало 1359 осіб.

### Мова
Розподіл населення за рідною мовою за даними перепису 2001 року:
| Мова       | Відсоток |
| ---------- | -------- |
| українська | 91,17 %  |
| російська  | 7,52 %   |
| молдовська | 0,88 %   |
| румунська  | 0,22 %   |
| білоруська | 0,15 %   |
| вірменська | 0,07 %   |